# Mother Bethel A.M.E. Church
La Mother Bethel A.M.E. Church, désigne l'Église Bethel devenue l'église mère de l'Église épiscopale méthodiste africaine située à Philadelphie (Pennsylvanie) est un ancien atelier de forgeron acheté par le fondateur de l'AME, Richard Allen, et réaménagé en église. Le 29 juillet 1794 elle est consacrée en tant qu'église par l'évêque méthodiste Francis Asbury. Elle sera agrandie en 1890. C'est la plus ancienne église gérée par des Afro-Américains, les offices n'ont cessé d'y être célébrés depuis sa dédicace à maintenant.

## Histoire
Lors d'une réunion de la Free African Society, Richard Allen, un Afro-Américain converti au christianisme par la prédication d'un pasteur méthodiste itinérant et devenu lui-même prédicateur aux côtés de Freeborn Garrettson et de  Francis Asbury, propose la construction d'une église méthodiste à Philadelphie qui serait financée par elle et les Afro-Américains, le projet est accepté. Richard Allen achète un ancien atelier de forgeron qu'il va aménager en église. En 1794, est inaugurée la Bethel Church qui est consacrée par l'évêque méthodiste Francis Asbury,,,. Le nom de Bethel fait référence à un lieu biblique qui se traduit par « Maison de Dieu ». L'église en plus de ses activités liturgiques et catéchétiques ouvre une école pour les Afro-Américains qui donne des cours du soir.
Cette église deviendra à partir de 1816, l'église mère de la future Église épiscopale méthodiste africaine (AME), et prend le nom de Mother Bethel A.M.E. Church. L'AME est la première Église afro-américaine indépendante fondée par des Afro-Américains pour des Afro-Américains,,. 
Cette nouvelle Église est intégrée à la Conférence des églises méthodistes de Philadelphie. Cela dit, des personnalités méthodistes voient d'un mauvais œil les revendications d'autonomie de cette église, d'autant qu'elle ne possède aucun clergé propre. Le 23 août 1796, Richard Allen signe un engagement indiquant que cette nouvelle église restera fidèle à la tradition méthodiste.
Après sa création en 1816, l'Église épiscopale méthodiste africaine (AME) s'implante dans plusieurs villes de différents États comme la Pennsylvanie, le Maryland et le New Jersey. Lors de la conférence de l'Église en 1818 qui s'est tenue à Philadelphie, on compte une douzaine de paroisses. En 1818, l'Église est endeuillée par la mort d'Absalom Jones le compagnon de route de Richard Allen. Les funérailles sont organisées par la loge maçonnique qu'ils avaient fondée en 1798.
En 1820, Richard Allen implante une nouvelle paroisse à Charleston dans la Caroline du Sud. Sous la direction du révérend Morris Brown (en) la congrégation de Charleston atteint en peu de temps les 2 000 membres ; mais en 1822 se produit une insurrection d'esclaves dirigée par l'un des membres influents de la paroisse Denmark Vesey, l’insurrection est vite réprimée, trente des insurgés sont pendus, dont Denmark Vesey et les bâtiments de la paroisse sont rasés. Pour sauver sa vie, Morris Brown part se réfugier auprès de Richard Allen à Philadelphie.
À la suite du désastre de Charleston, Richard Allen contacte l'Église épiscopale méthodiste africaine de Sion (AMEZ) implantée dans l'État de New York afin de procéder à une union, les principes de sa fondation étant semblables à ceux de l'AME. Mais les relations sont entachées par un passif, précédemment en 1819, Richard Allen avait ordonné l'un de ses membres, William Lambert, qui de retour à New York quitte l'AMEZ pour créer sa propre Église. Certains membres de l'AMEZ ont rendu Richard Allen responsable de cette défection. Le 11 août 1820 Richard Allen propose aux membres de l'AMEZ une fusion, les avis sont partagés à défaut d'une fusion, ils se mettent d'accord pour une alliance pour coordonner leurs efforts pour l'émancipation des esclaves et la lutte contre la migration des Afro-Américains en Afrique proposées par l'American Colonization Society.
L'expansion de l'AME continue, de nouvelles congrégations se créent, le missionnaire Henry Harden en ouvre une à Brooklyn (New York), en 1822, l'AME s'implante dans l'Ohio. En 1823, le président de la république d'Haïti lui demande d'envoyer des missionnaires pour implanter l'AME, Richard Allen y envoie en 1824 une délégation dirigée par le révérend Scipio Beanes.
Se sentant vieillir, pour assurer la poursuite de son mouvement il propose que Morris Brown puisse être évêque, ce dernier est élu évêque en 1824.
En 1827 Richard Allen est reçoit le soutien et le ralliement de membres de l'élite afro-américaine naissante comme John Brown Russwurm et de Samuel E. Cornish fondateurs du Freedom's Journal, qui ouvre ses colonnes à Richard Allen qui y publiera de nombreux articles par lesquels il fustige l'esclavage et les opérations d’implantations au Liberia menées par l'ACS. Bataille qui fut perturbée en 1829 par le ralliement de John Brown Russwurm à l'ACS et le Freedom Journal ne fera plus de critiques de l'ACS. Pour renforcer le projet de l'ACS plusieurs états dont celui de la Pennsylvanie vont durcir les lois ségrégatives en imposant des taxes spécifiques aux Afro-Américains libres, par exemple dans l'Ohio les Afro-Américains devaient s’acquitter d'une somme de 500 $ de l'époque pour obtenir un certificat de bonne conduite nécessaire pour travailler, si bien qu'à partir de 1829 de nombreux Afro-Américains de l'Ohio migrent vers le Canada,,,.
En 1830, Hezekiah Grace, un Afro-Américain de Baltimore après qu'il eut auparavant contacté William Lloyd Garrison, un Blanc abolitionniste fondateur de l'American Anti-Slavery Society, directeur du journal The Liberator, envoie une lettre à Richard Allen pour lui demander s'il était possible de convoquer une convention nationale des Afro-Américains où seraient présents les leaders abolitionnistes. Intéressé, Richard Allen invite Hezekiah Grace à le rejoindre pour qu'il puisse étudier la faisabilité d'une telle entreprise. À l'issue de cet entretien Richard Allen lance les invitations et c'est ainsi que le 15 septembre 1830 se tient la convention à la Mother Bethel A.M.E. Church de Philadelphie. Quarante délégués venus de sept États différents sont présents. Le faible nombre s'explique par les restrictions à la libre circulation faites dans de nombreux États envers les Afro-Américains. Lors de cette convention est affirmée de façon unanime la plus vive opposition aux projet de l'ACS, que la place des Afro-Américains est aux États unis et pas ailleurs et font appel aux principes de la Déclaration d'indépendance de 1776 disant que « tous les humains naissent libres et égaux, qu'ils sont dotés de droits inaliénables et qu'ils peuvent rendre leur vie heureuse dans la poursuite du bonheur » et font de la fête du 4 juillet, Jour de l'Indépendance des (États-Unis), une journée de prière et de louanges pour les Afro-Américains.
En 1972, la Mother Bethel A.M.E. Church est inscrite au Registre national des lieux historiques des États-Unis